# Mitte

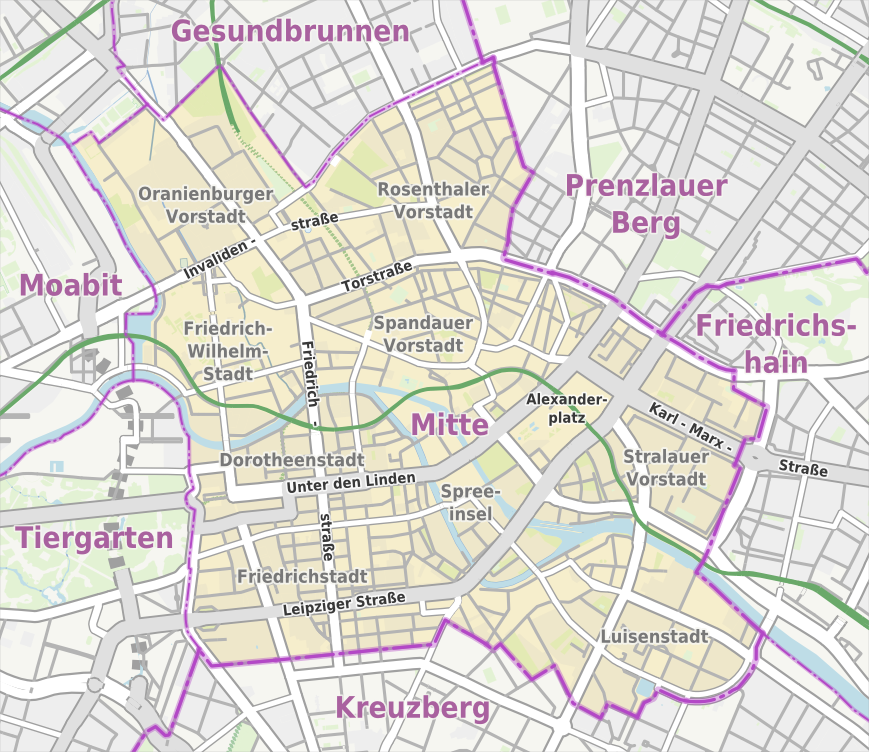
Mappa del quartiere

Mitte (letteralmente: "centro") è un quartiere di Berlino, appartenente all'omonimo distretto. È il quartiere più centrale della città, e corrisponde in massima parte al suo centro storico. Fino al 2001, il solo quartiere di Mitte costituiva un distretto (Bezirk) indipendente.

## Posizione
Mitte è il quartiere centrale della città. Viene attraversato in senso est-ovest dal fiume Sprea; l'isola centrale è detta Isola dei musei nella parte settentrionale e Fischerinsel in quella meridionale.
Procedendo da nord in senso orario, Mitte confina con i quartieri di Gesundbrunnen, Prenzlauer Berg, Friedrichshain, Kreuzberg, Tiergarten, Moabit e Wedding.

### Suddivisione

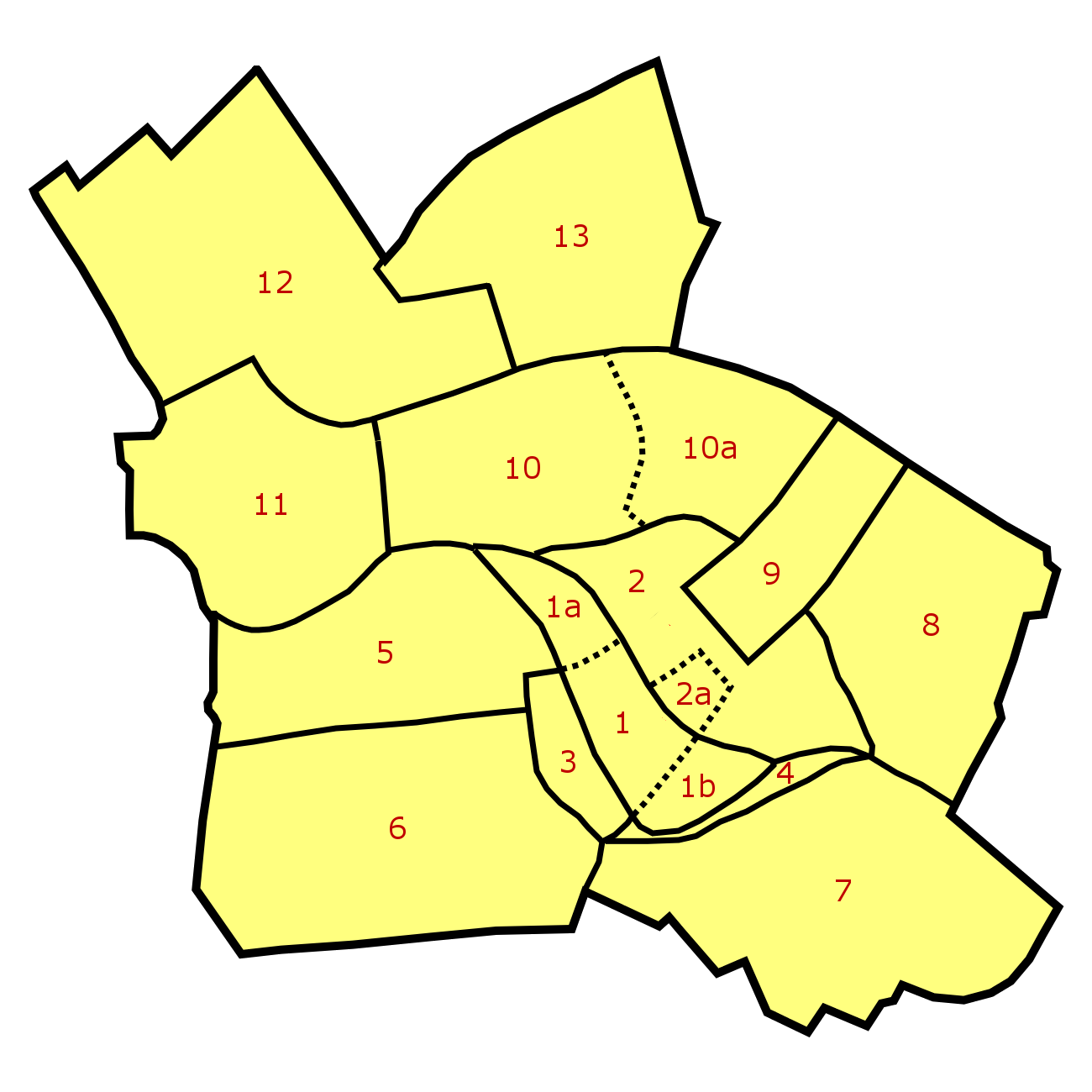
Suddivisioni di Mitte

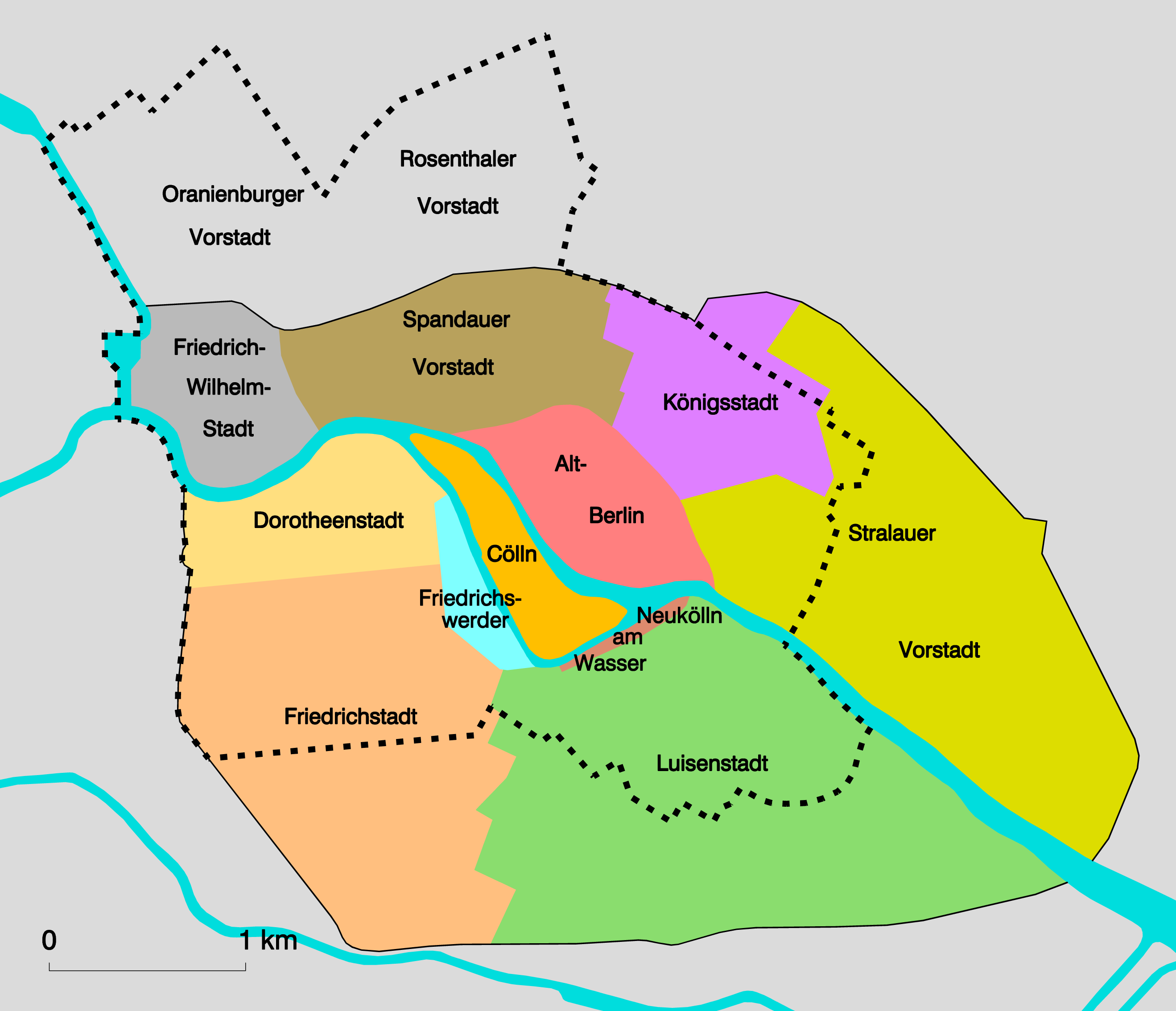
Quartieri storici di Berlino (la linea tratteggiata indica i confini di Mitte)

Il quartiere di Mitte è suddiviso in 13 "Stadtviertel":
1. Altkölln (Spreeinsel) (con la Museumsinsel [1a] e la Fischerinsel [1b])
2. Altberlin (col Nikolaiviertel [2a]) • fra la Stadtbahn e la Sprea.
3. Friedrichswerder • fra Oberwallstraße e la Sprea.
4. Neukölln am Wasser • fra Wallstraße e la Sprea.
5. Dorotheenstadt • fra la Sprea e Behrenstraße.
6. Friedrichstadt • a sud di Behrenstraße, ad ovest Oberwallstraße (vicino Kreuzberg).
7. Luisenstadt • a sud di Wallstraße (vicino a Kreuzberg).
8. Stralauer Vorstadt (con Königsstadt) • ad est di Otto-Braun-Straße, la Stadtbahn e la Sprea (vicino Friedrichshain).
9. Gebiet Alexanderplatz (Königsstadt ed Altberlin)
10. Spandauer Vorstadt (con Scheunenviertel [10a]) • fra Torstraße, Karl-Liebknecht-Straße, la Stadtbahn, la Sprea e Friedrichstraße
11. Friedrich-Wilhelm-Stadt • fra la Sprea, Friedrichstraße, Hannoversche Straße ed Invalidenstraße.
12. Oranienburger Vorstadt • a nord di Invalidenstraße, Hannoversche Straße e Torstraße, ad ovest del tunnel nord-sud della S-Bahn e di Bergstraße.
13. Rosenthaler Vorstadt • ad est della S-Bahn

## Storia
Fino al XIX secolo la storia dell'attuale quartiere Mitte coincide, in pratica, con la storia dell'intera città.
Nel 1920, con la creazione della “Grande Berlino”, l'area divenne il primo distretto (Bezirk) della città. Le vecchie suddivisioni amministrative persero validità ufficiale, restando tuttavia diffuse nel linguaggio comune.
Durante la seconda guerra mondiale Mitte, per la sua posizione centrale e la sua importanza simbolica, subì violentissimi bombardamenti, risultando, con il 60% degli edifici distrutti, il quartiere più danneggiato dell'intera Berlino.
Nel 1945 Mitte fu assegnato al settore di occupazione sovietico e quindi a Berlino Est.
La ricostruzione postbellica fu effettuata talvolta rispettando l'aspetto storico dei luoghi (Unter den Linden, Gendarmenmarkt), talvolta secondo principi completamente nuovi (Alexanderplatz, Fischerinsel). Le vicende della ricostruzione, talvolta contraddittorie, erano indirizzate alla creazione di spazi rappresentativi per la “capitale della RDT”.
Nel 1950 fu abbattuto il Castello, già simbolo della città, perché considerato “simbolo del militarismo prussiano”.
Nel 1959-65 fu realizzato il secondo tratto della Karl-Marx-Allee, in cui per la prima volta vennero applicati su grande scala sistemi edilizi di prefabbricazione a pannelli (Plattenbau). La strada divenne sfondo per le celebrazioni ufficiali della Repubblica democratica. Seguì, nel 1961-71, la ricostruzione della limitrofa Alexanderplatz, centro commerciale e viabilistico di Berlino Est.
Nel 1961 la costruzione del Muro di Berlino divise Mitte dai quartieri a nord (Wedding, Gesundbrunnen), ad ovest (Tiergarten) e a sud Kreuzberg). In tale occasione la Porta di Brandeburgo, divenuta inaccessibile, divenne simbolo della divisione della Germania. Particolarmente drammatica la situazione di Bernauer Straße, dove la costruzione del Muro fu possibile a prezzo dell'abbattimento di molti edifici.
Era a Mitte (sulla Friedrichstraße, ai confini con Kreuzberg) il Checkpoint Charlie, il più noto punto di passaggio fra le due parti della città.
Nel 1969, in occasione del 20º anniversario della Repubblica democratica, fu inaugurata la Fernsehturm (“torre della televisione”), posta al centro di un grande spazio verde realizzato su aree colpite dalla guerra. La torre, ben visibile da ogni parte della città, divenne subito il simbolo di Berlino Est.
Nel 1972-82 si ricostruì parzialmente la Leipziger Straße nel tratto orientale, divenuta un grande asse commerciale. Sulla strada, limitrofa al Muro, vennero realizzati quattro edifici a torre, ben visibili dal settore statunitense.
Nel 1976 aprì al pubblico il Palast der Republik, un grande edificio polifunzionale subito divenuto la maggiore attrazione culturale della città (oggi demolito).
In occasione del 750º anniversario della fondazione della città (1987) si completò la ricostruzione del Nikolaiviertel e del Gendarmenmarkt. Nella zona intorno a Torstraße, invece, furono effettuati molti interventi puntuali, analogamente a quanto avveniva nei settori occidentali per l'esposizione IBA.
Dopo la riunificazione (1990), Mitte è stato interessato da grandi trasformazioni, necessarie per adeguarlo al nuovo ruolo della città.
In particolare, gli edifici governativi dell'ex Repubblica democratica sono stati trasformati o abbattuti, la fascia dell'ex muro è stata edificata (come in Pariser Platz) o destinata ad altri usi (Memoriale per gli Ebrei assassinati d'Europa). È stata completata la ricostruzione della Friedrichstraße come asse commerciale.
Ai margini di Mitte, la zona di Potsdamer-Leipziger Platz ha rappresentato, nella seconda metà degli anni novanta, il maggiore cantiere d'Europa.
Nel (2008) è terminata la demolizione del Palast der Republik, in previsione della ricostruzione, sullo stesso sito, del castello.

## Monumenti e luoghi d'interesse

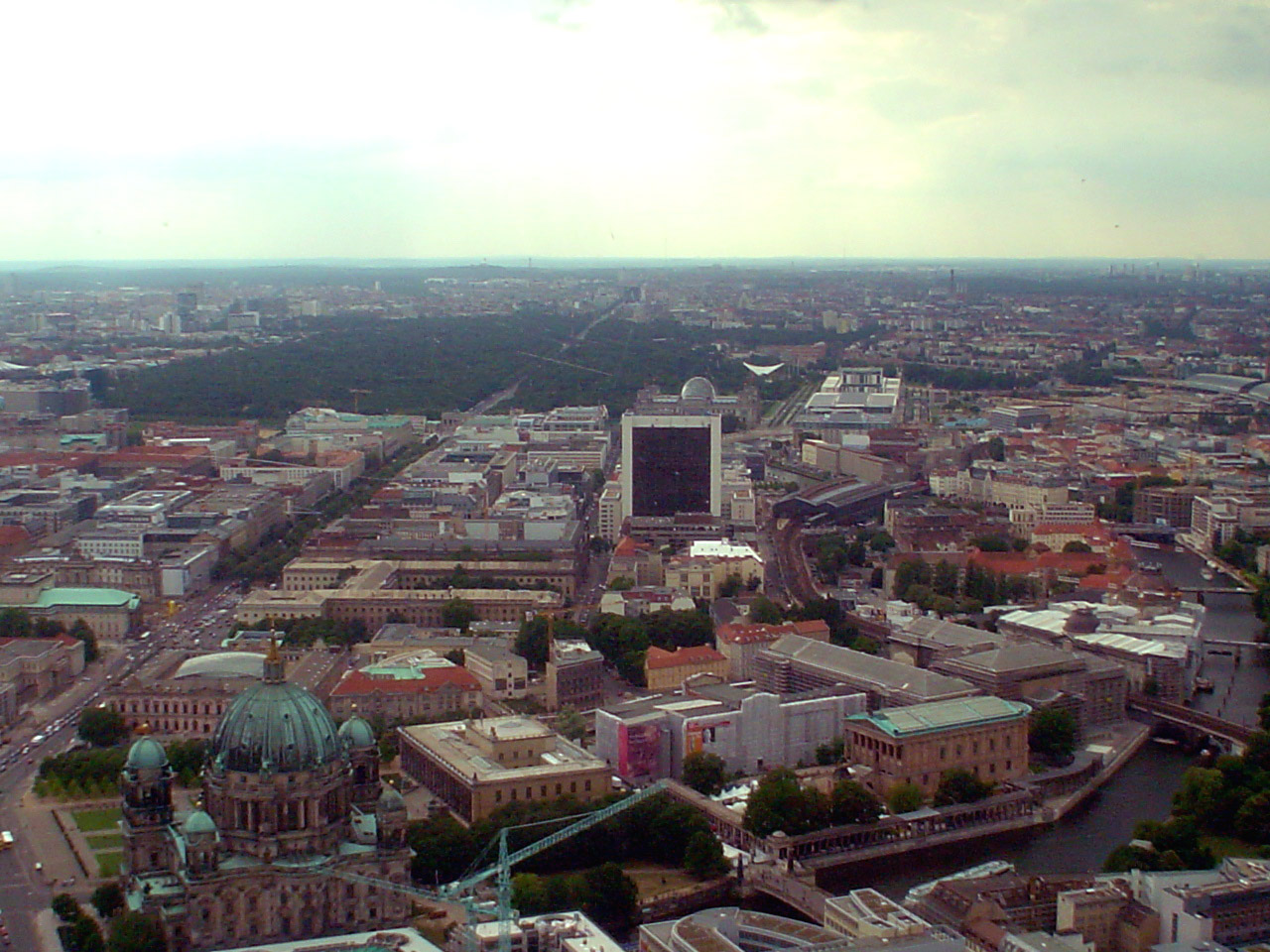
Veduta di Mitte, con la Museumsinsel in primo piano

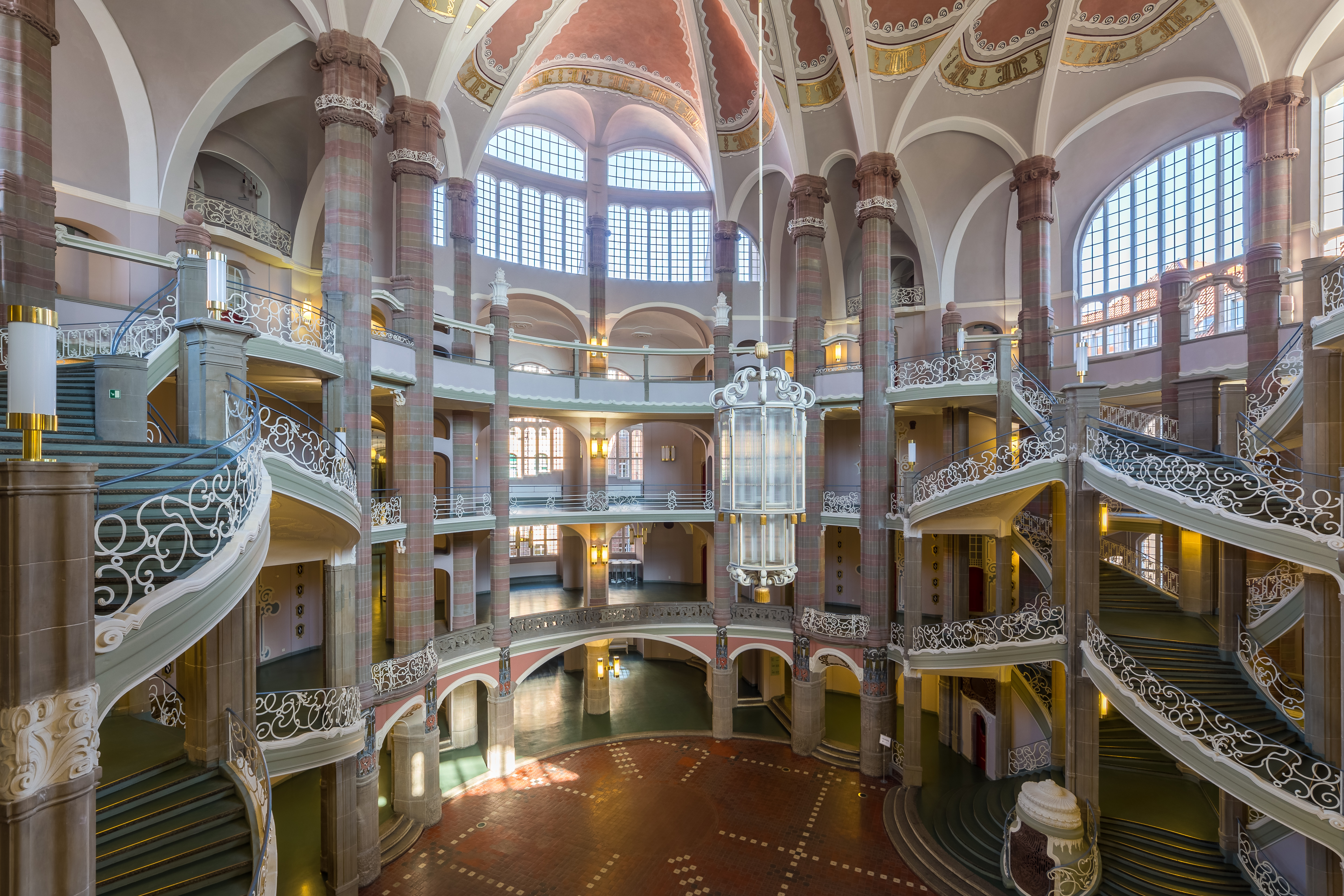
Salone d'ingresso della corte regionale di Berlino

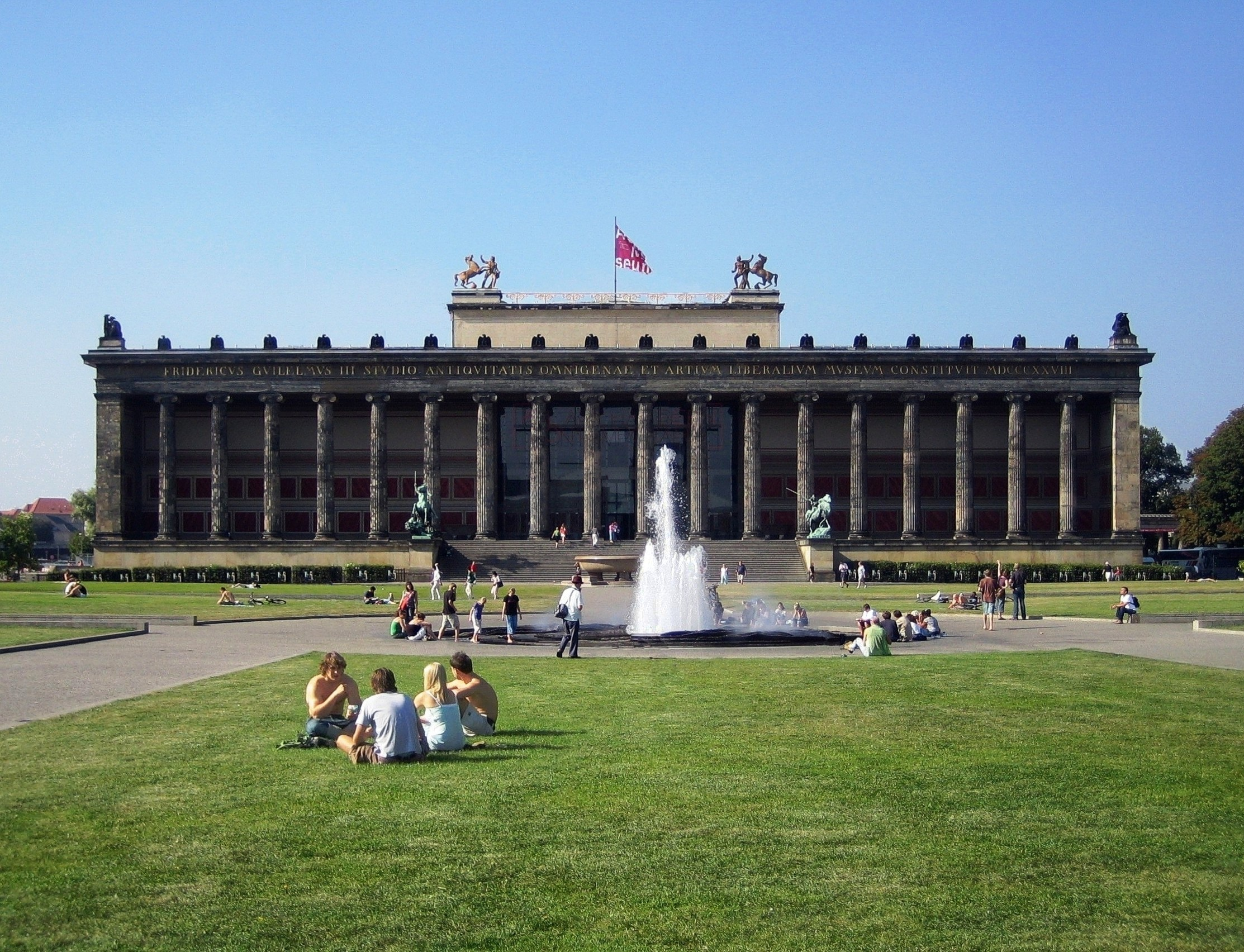
L'Altes Museum

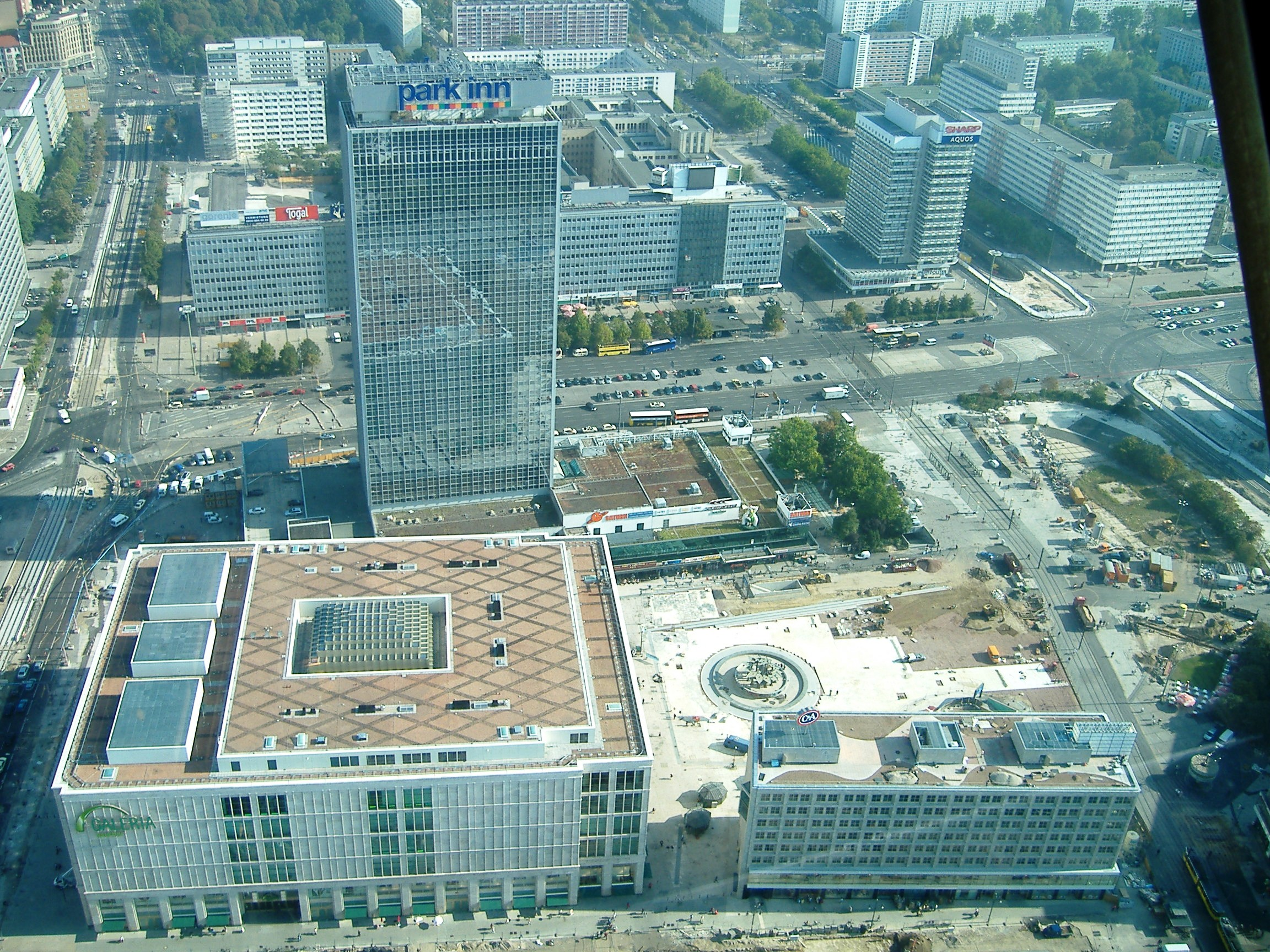
Alexanderplatz

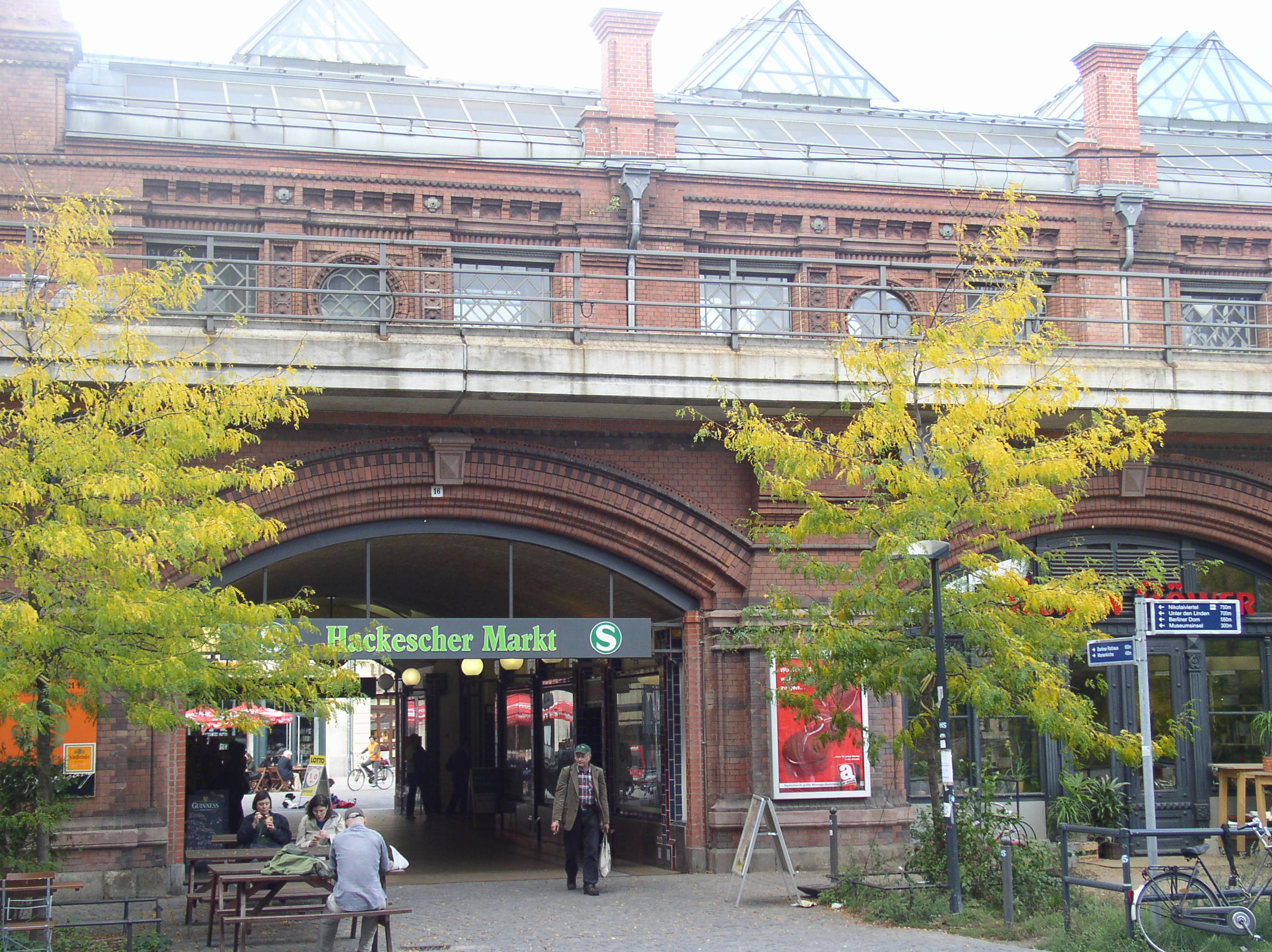
La stazione di Hackescher Markt, dalla caratteristica struttura mattoni rossi e legno intarsiato

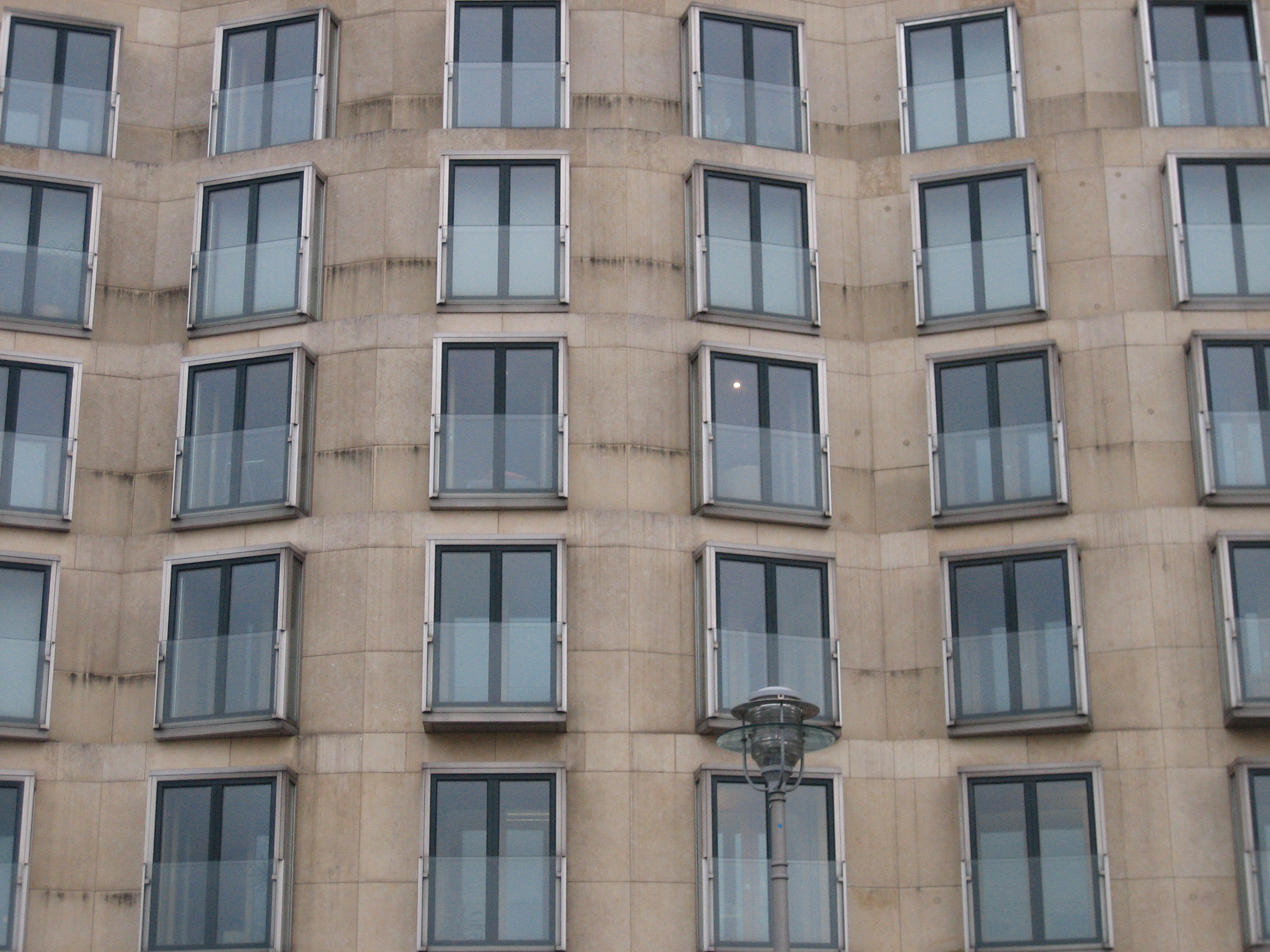
Sede della Banca DZ sulla Behrenstraße

Mitte costituisce il centro storico e turistico della città. Pertanto vi si trovano i pochi palazzi storici conservati, molti edifici governativi e culturali.

### Alt-Berlin
- Zentrales Band ("fascia centrale"), con:
  - Fernsehturm (torre della televisione)
  - Rotes Rathaus (municipio)
  - Marienkirche
  - Marx-Engels-Forum
  - Nordkoreanische Botschaft
- Nikolaiviertel, con:
  - Nikolaikirche
  - Ephraim-Palais
- Zur letzten Instanz
- Parochialkirche

### Isola della Sprea (Cölln)
- Schloßplatz, con:
  - Duomo di Berlino
  - Staatsratsgebäude
- Isola dei musei, con:
  - Lustgarten
  - Altes Museum
  - Neues Museum
  - Alte Nationalgalerie
  - Pergamonmuseum
  - Bode-Museum
- Ribbeck-Haus
- Fischerinsel
- Köllnischer Park

### Friedrichswerder
- Friedrichswerdersche Kirche (oggi Schinkel-Museum)
- Reichsbank (oggi sede del ministero degli esteri)

### Dorotheenstadt
- Forum Fridericianum (oggi Bebelplatz), con:
  - Teatro dell'Opera
  - Cattedrale di Sant'Edvige
  - "Kommode"
  - Humboldt-Universität zu Berlin
  - Neue Wache
  - Teatro Gorki
  - Kronprinzessinnenpalais
- Unter den Linden
- Pariser Platz, con:
  - Porta di Brandeburgo
  - Hotel Adlon
- Internationales Handelszentrum

### Friedrichstadt
- Friedrichstraße
- Gendarmenmarkt, con:
  - Duomo francese
  - Duomo tedesco
  - Schauspielhaus (oggi Konzerthaus Berlin)
- Memoriale per gli Ebrei assassinati d'Europa
- Leipziger Straße, con:
  - Reichsluftfahrtministerium (oggi sede del ministero delle finanze)
  - Abgeordnetenhaus (oggi sede del Bundesrat)
- Leipziger Platz

### Luisenstadt
- Märkisches Museum

### Stralauer Vorstadt
- Karl-Marx-Allee (tratto ovest), con:
  - Cinema "International"
  - Cafe Moskau

### Königsstadt
- Alexanderplatz

### Spandauer Vorstadt
- Scheunenviertel
- Volksbühne
- Hackesche Höfe
- Doretheenstädtisches Friedhof
- Sophienkirche
- Neue Synagoge
- Friedrichstadt-Palast
- Kunsthaus Tacheles
- Berliner Ensemble

## Comunicazioni
Il quartiere, centro nevralgico e geografico della città, conta su una fitta presenza di linee metropolitane e di S-Bahn.
Le tre stazioni ferroviarie, pur essendo adibite al solo trasporto regionale, hanno una grande importanza per il traffico, essendo site in tre punti centralissimi di Berlino.

### Strade principali
- Alexanderstraße
- Anna-Karsch-Straße
- Behrenstraße (B 2 e B 5)
- Bernauer Straße
- Breite Straße
- Brückenstraße
- Brunnenstraße
- Burgstraße
- Chausseestraße
- Dorotheenstraße
- Ebertstraße (B 2 e B 5)
- Französische Straße
- Friedrichstraße
- Gertrauden Straße (B 1)
- Grunerstraße (B 1)
- Heinrich-Heine-Straße
- Holzmarktstraße
- Invalidenstraße
- Karl-Liebknecht-Straße (B 2 e B 5)
- Kastanienallee
- Karl-Marx-Allee (B 2 e B 5)
- Kleine Präsidentenstraße
- Leipziger Straße (B 1)
- Lichtenberger Straße
- Luisenstraße
- Mollstraße
- Mühlendamm (B 1)
- Münzstraße
- Oranienburger Straße
- Otto-Braun-Straße (B 2)
- Rosa-Luxemburg-Straße
- Rosenthaler Straße
- Spandauer Straße
- Stralauer Straße
- Stresemannstraße
- Torstraße
- Unter den Linden (B 2 e B 5)
- Veteranenstraße
- Weinmeisterstraße
- Wilhelmstraße

### Piazze
- Alexanderplatz
- Bebelplatz
- Gendarmenmarkt
- Pariser Platz
- Potsdamer Platz
- Schloßplatz

### Rete tramviaria
Nel quartiere è altresì presente a livello capillare rete tramviaria urbana, che nel quartiere ha contato su recenti, piccole espansioni. I punti di raccordo più importanti sono alle fermate di Hackescher Markt ed Alexanderplatz.

### Stazioni ferroviarie
- Alexanderplatz
- Berlin-Friedrichstraße
- Berlin Potsdamer Platz

### Stazioni dellaS-Bahn
- Alexanderplatz (linee S5, S7, S75, S9, corrispondenza con la U-Bahn)
- Brandenburger Tor (linee S1, S2, S25, corrispondenza con la U-Bahn)
- Berlin-Friedrichstraße (linee S1, S2, S25, S5, S7, S75, S9, corrispondenza con la U-Bahn)
- Hackescher Markt (linee S5, S7, S75, S9)
- Jannowitzbrücke (linee S5, S7, S75, S9, corrispondenza con la U-Bahn)
- Berlin-Nordbahnhof (linee S1, S2, S25)
- Berlin Potsdamer Platz (linee S1, S2, S25, corrispondenza con la U-Bahn)
- Oranienburger Straße (linee S1, S2, S25)

### Stazioni dellaU-Bahn
- Alexanderplatz (linee U2, U5, U8, corrispondenza con la S-Bahn)
- Bernauer Straße (linea U8)
- Brandenburger Tor (linea U55, corrispondenza con la S-Bahn)
- Französische Straße (linea U6)
- Friedrichstraße (linea U6, corrispondenza con la S-Bahn)
- Hausvogteiplatz (linea U2)
- Jannowitzbrücke (linea U8, corrispondenza con la S-Bahn)
- Klosterstraße (linea U2)
- Märkisches Museum (linea U2)
- Mohrenstraße (linea U2)
- Oranienburger Tor (linea U6)
- Potsdamer Platz (linea U2, corrispondenza con la S-Bahn)
- Rosa-Luxemburg-Platz (linea U2)
- Rosenthaler Platz (linea U8)
- Schillingstraße (linea U5)
- Schwarzkopfstraße (linea U6)
- Spittelmark (linea U2)
- Stadtmitte (linee U2, U6)
- Weinmeisterstraße (linea U8)
- Zinnowitzter Straße (linea U6)

## Galleria d'immagini

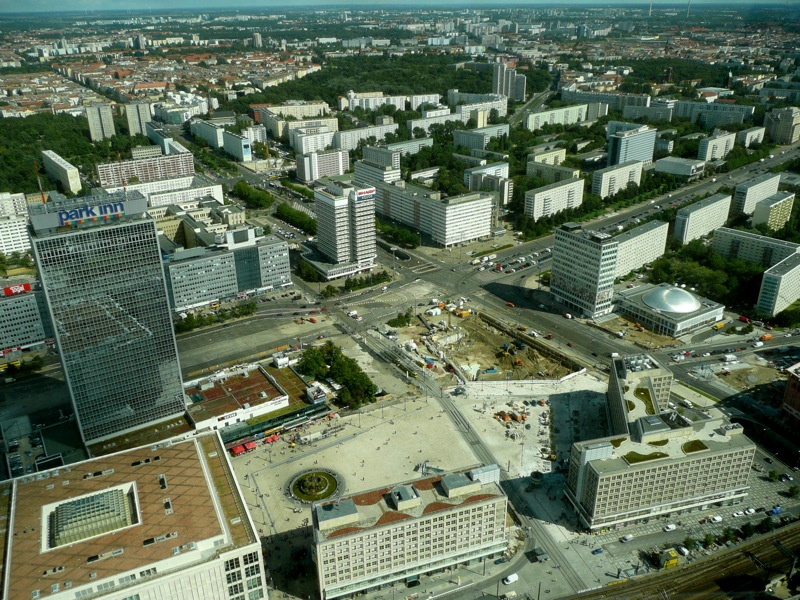
Alexanderplatz
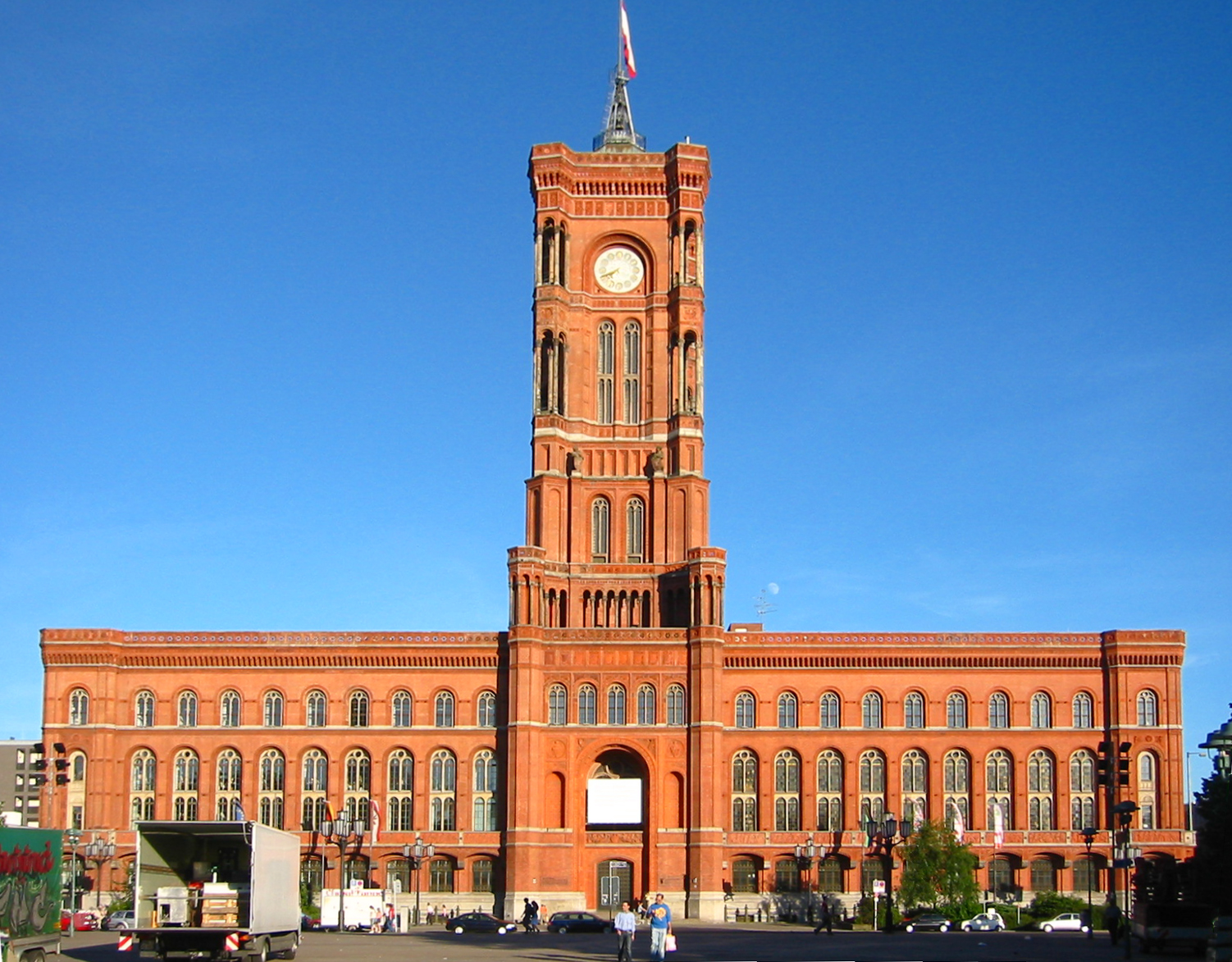
Il Rotes Rathaus ("municipio rosso")
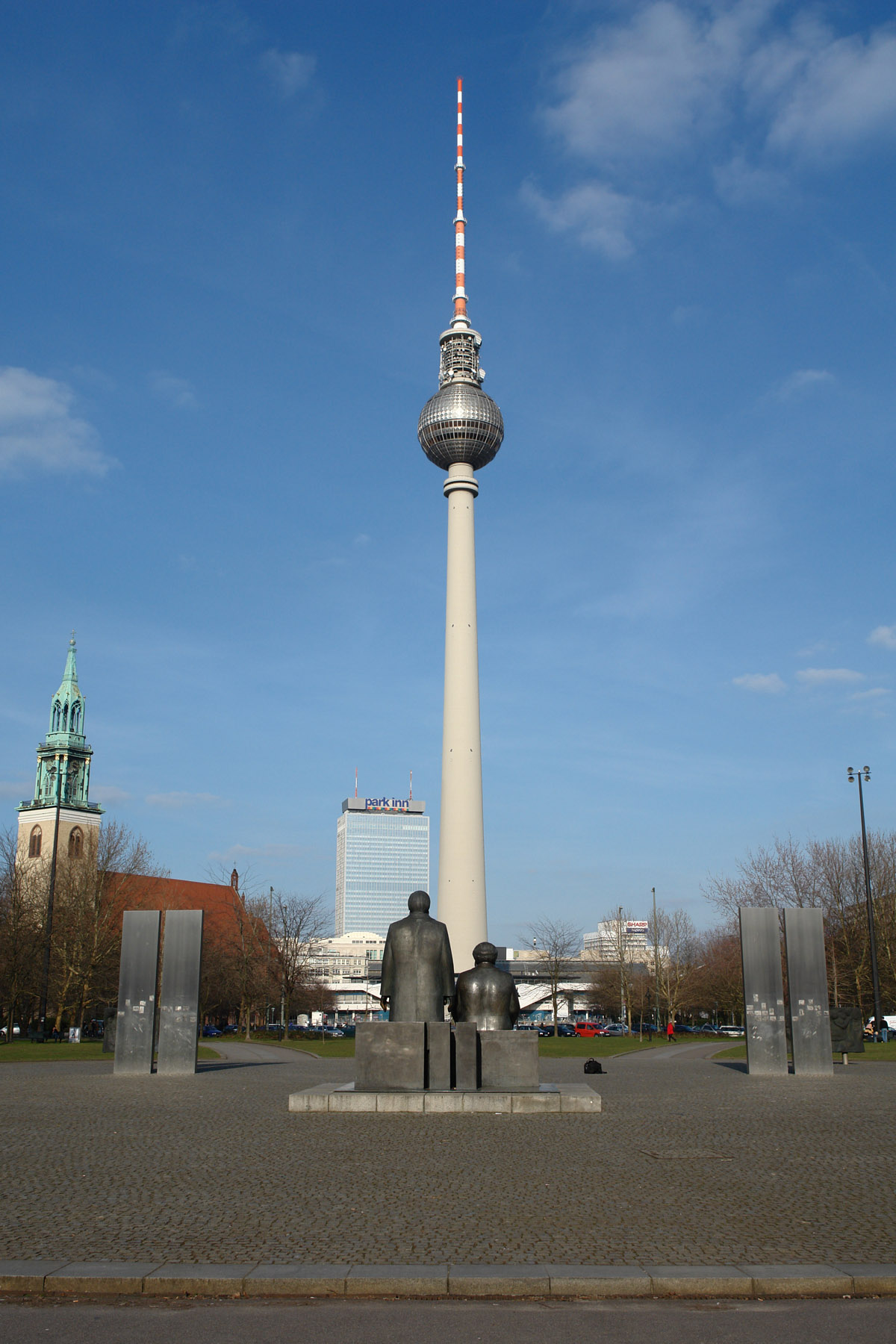
La Fernsehturm (torre della televisione)
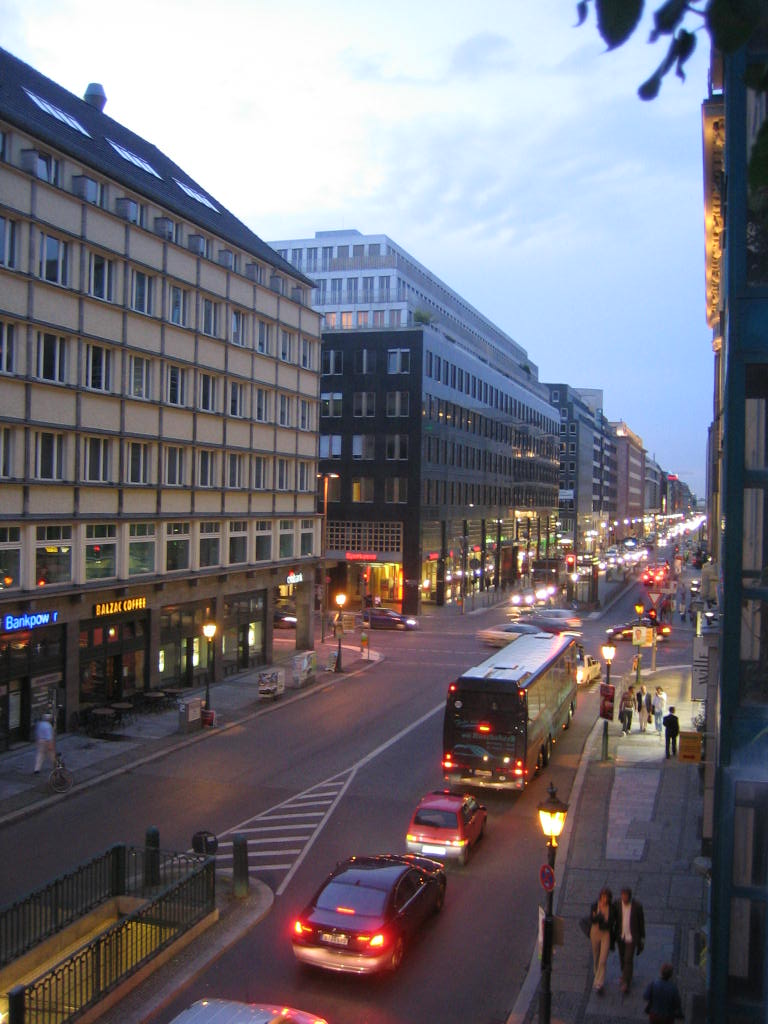
Friedrichstraße
Gendarmenmarkt
La porta di Brandeburgo
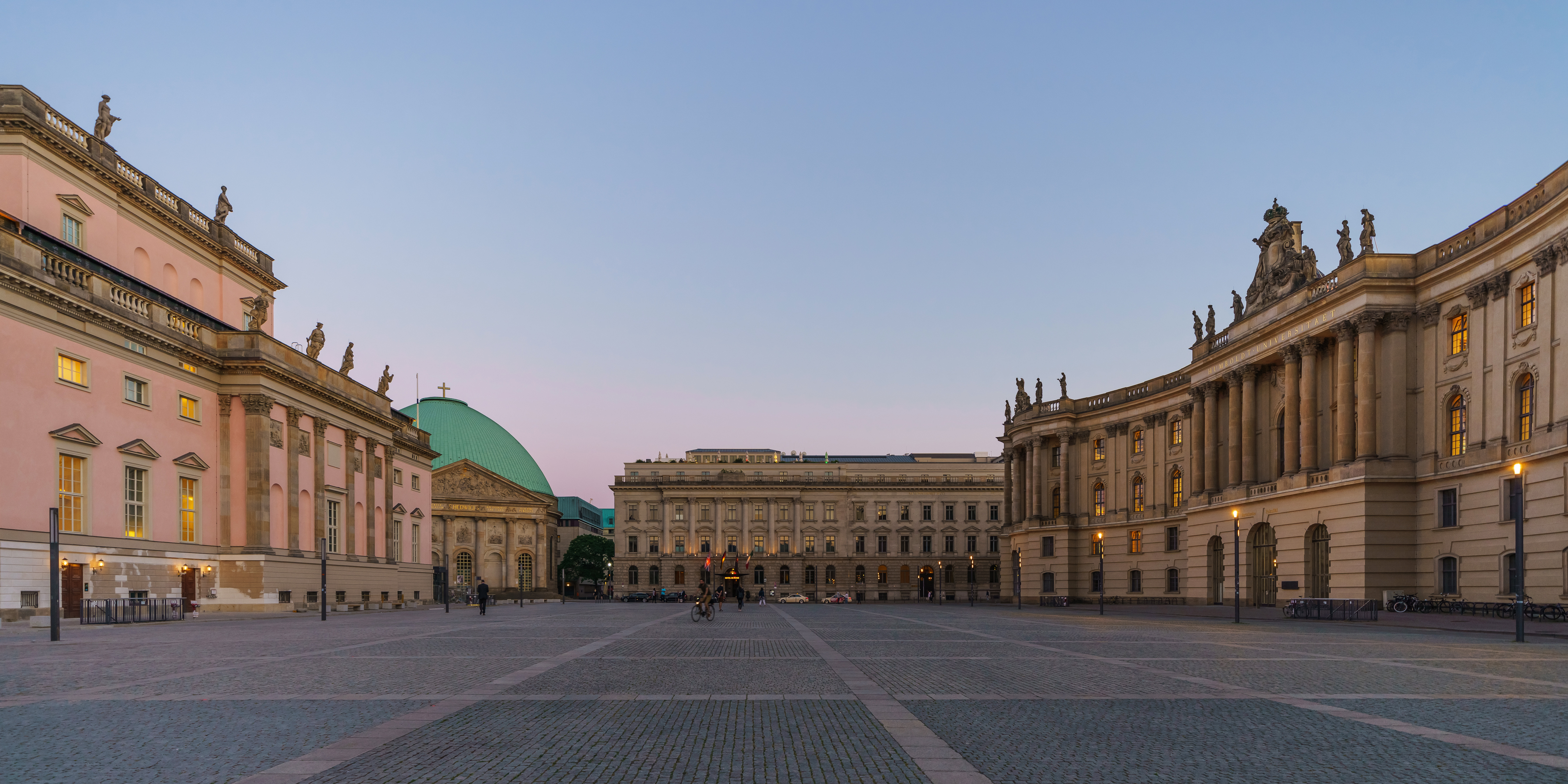
Bebelplatz
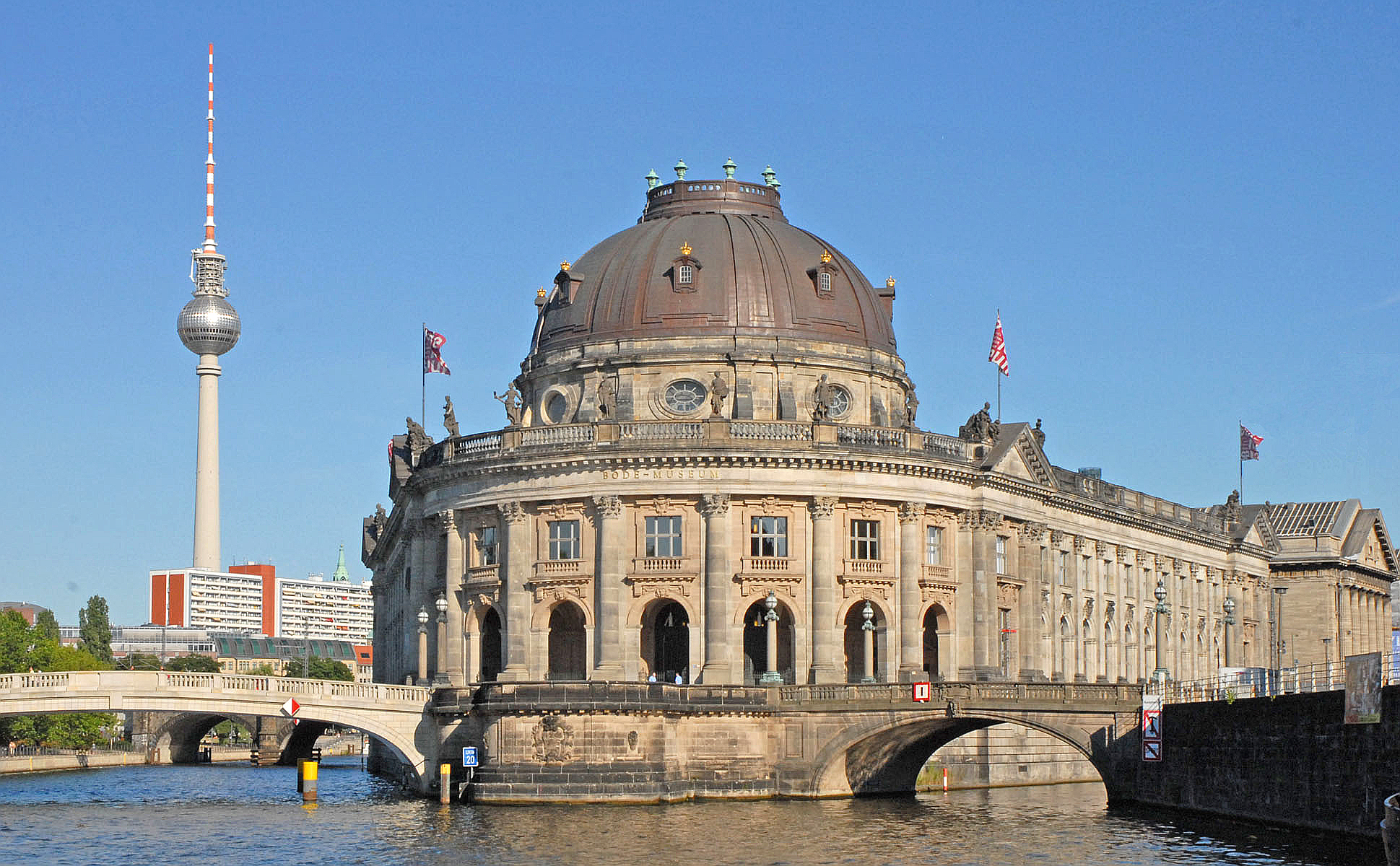
Isola dei musei